# Felsőszölnök

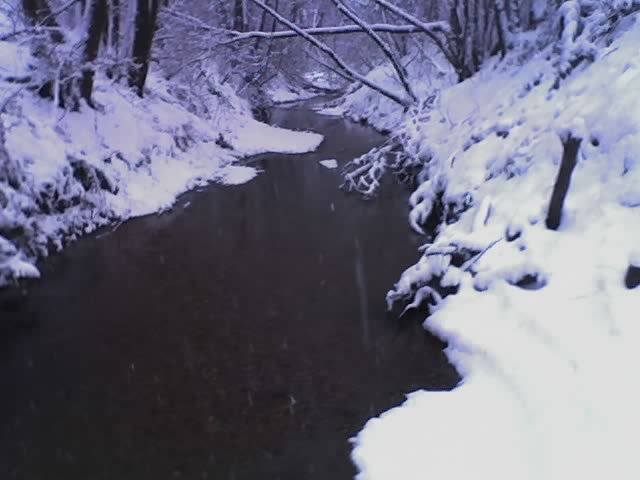
A Szölnöki-patak télen

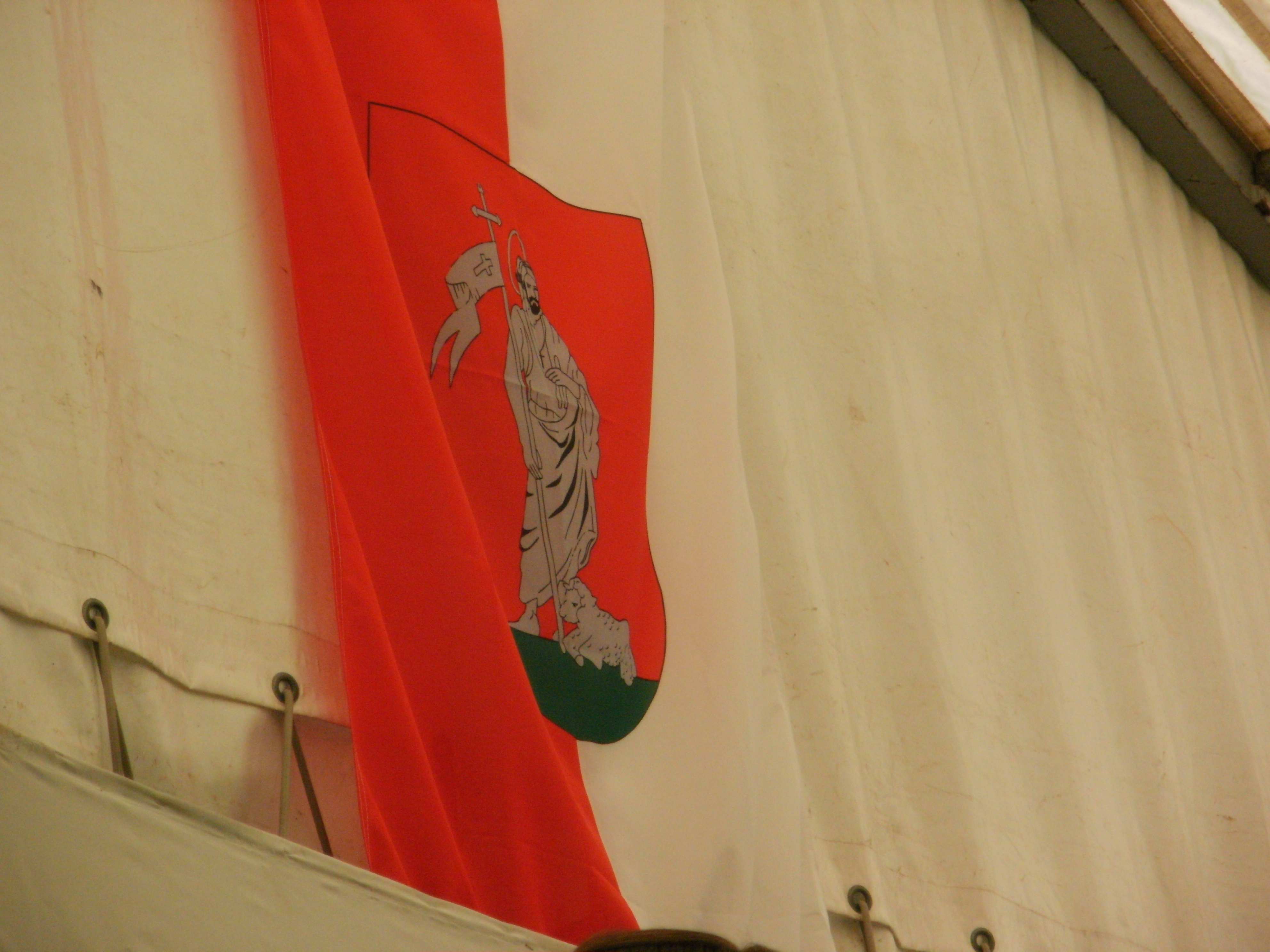
Felsőszölnök zászlaja az egyik falunapon

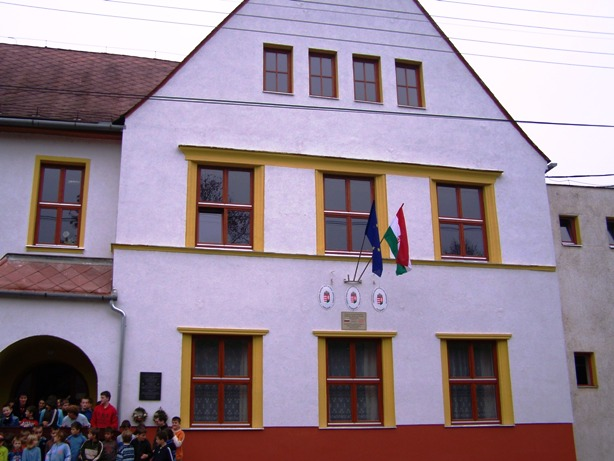
Az iskola

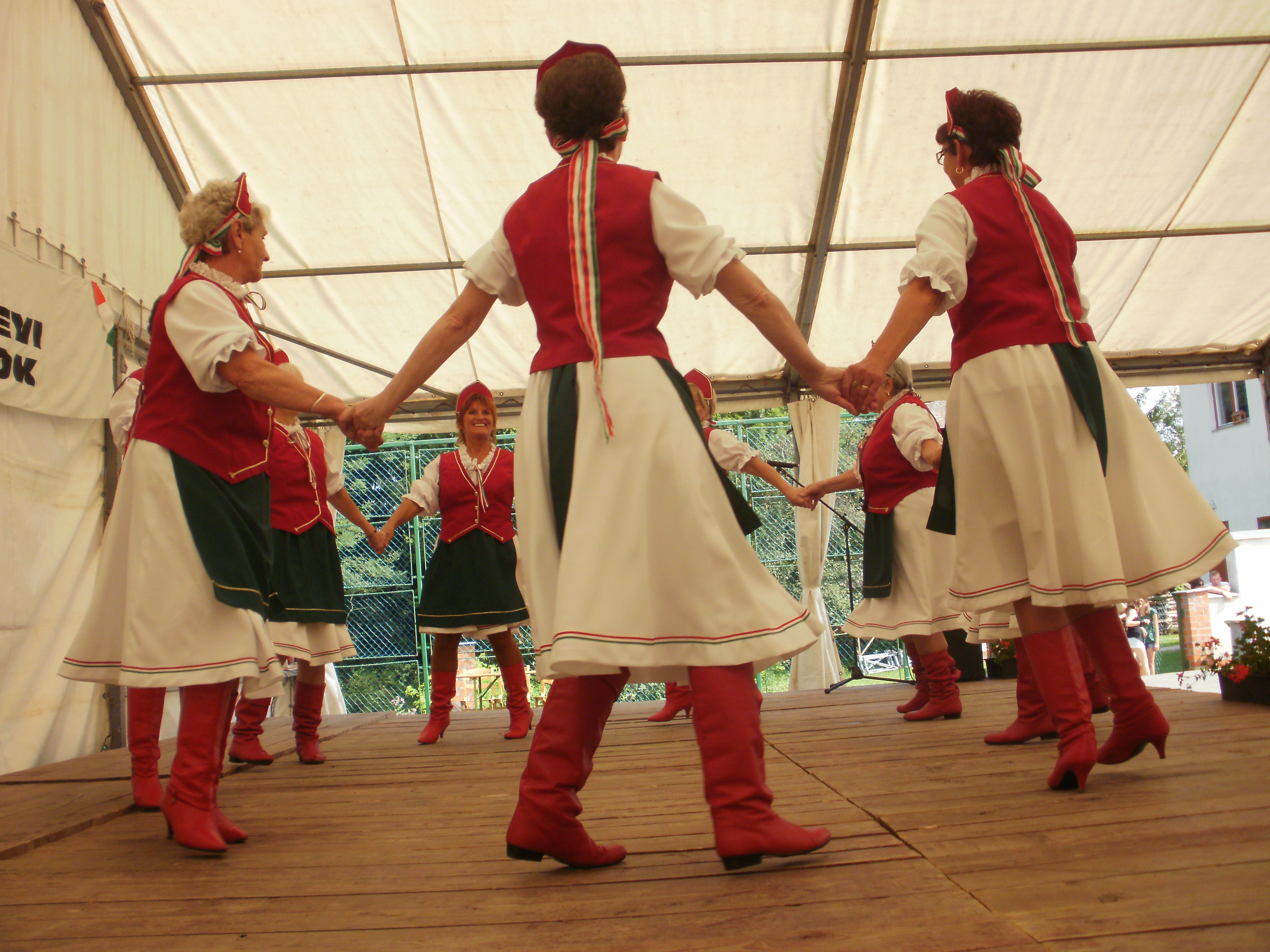
Táncosok a felsőszölnöki falunapon

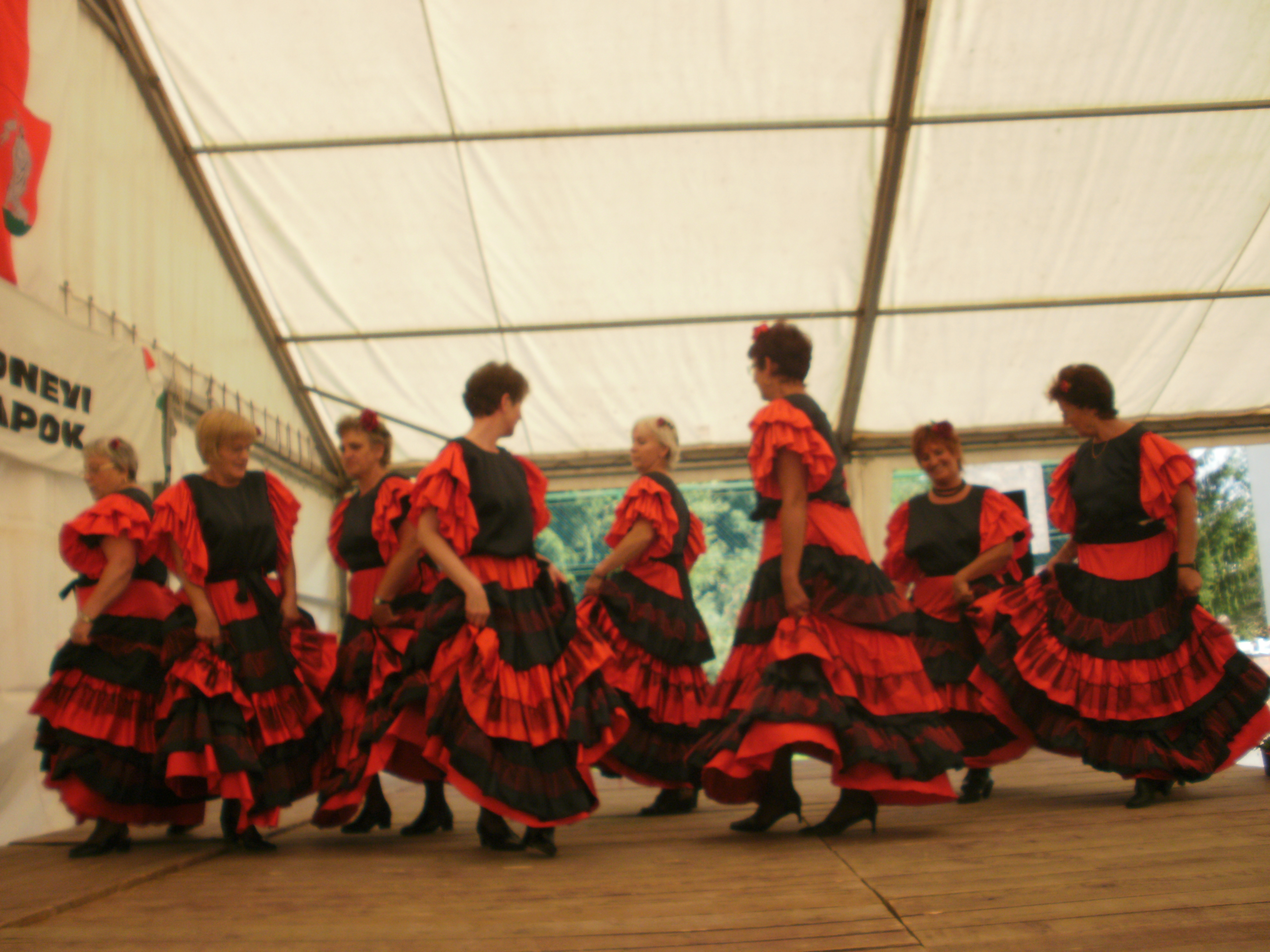
Táncosok a felsőszölnöki falunapon

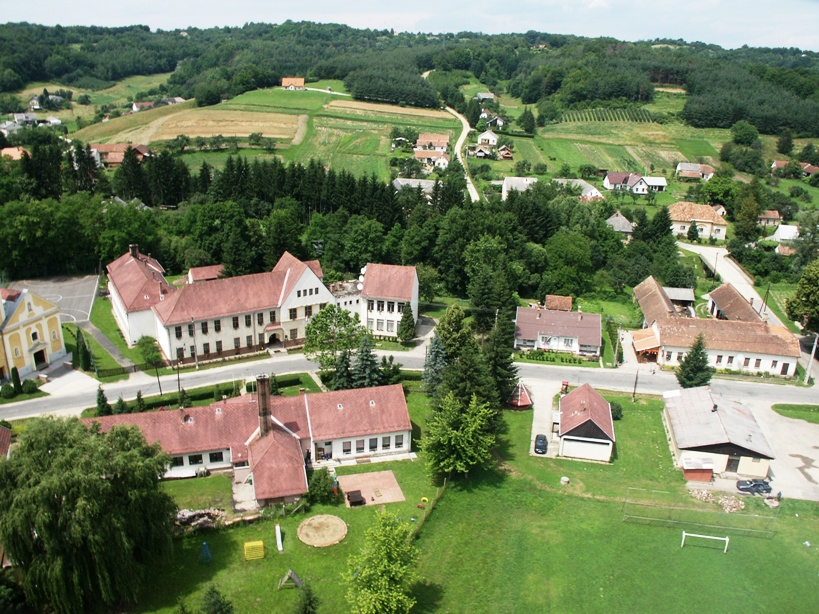
Felsőszölnök – faluközpont

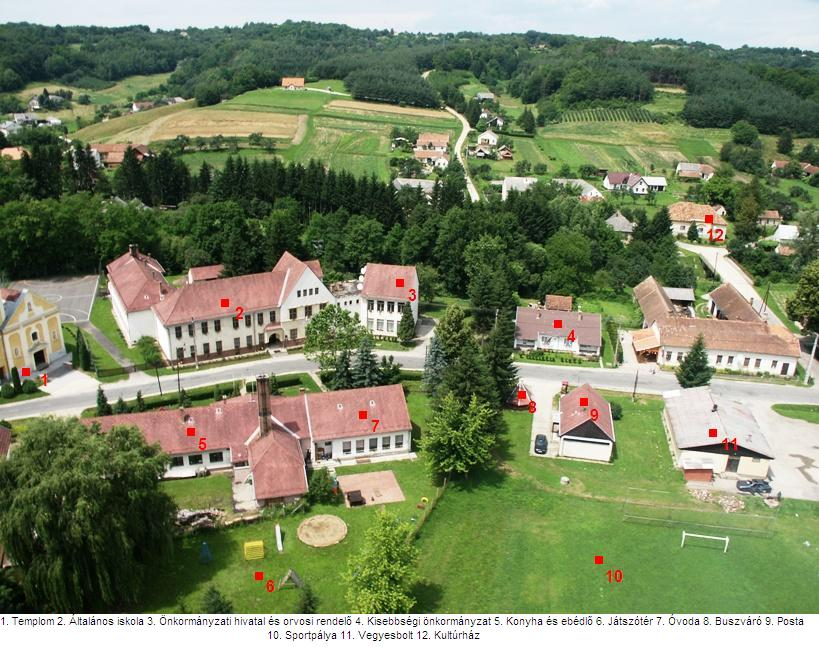
Felsőszölnök faluközpontja leírással

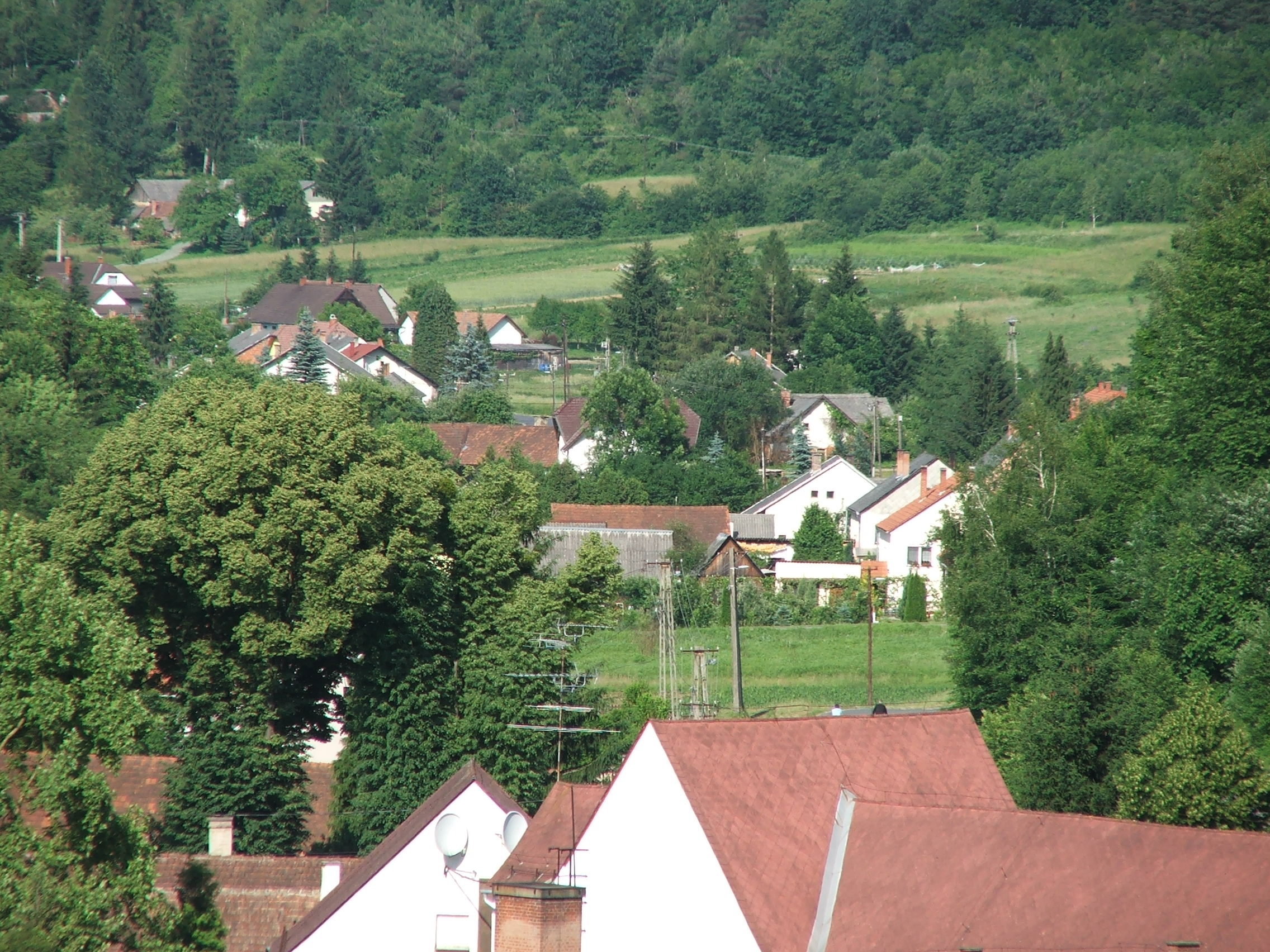
Felsőszölnök középső részének lakóházai a patakmenti völgyben (Fő út)

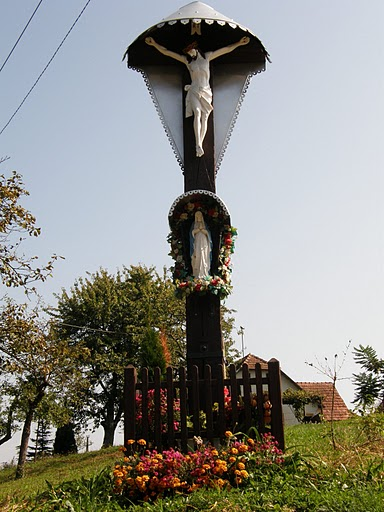
Régi kereszt a Jánoshegyen

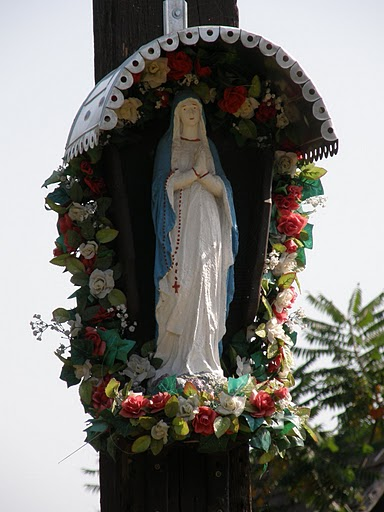
A Lázár-család által állított kereszt a Békaváros nevű falurészben

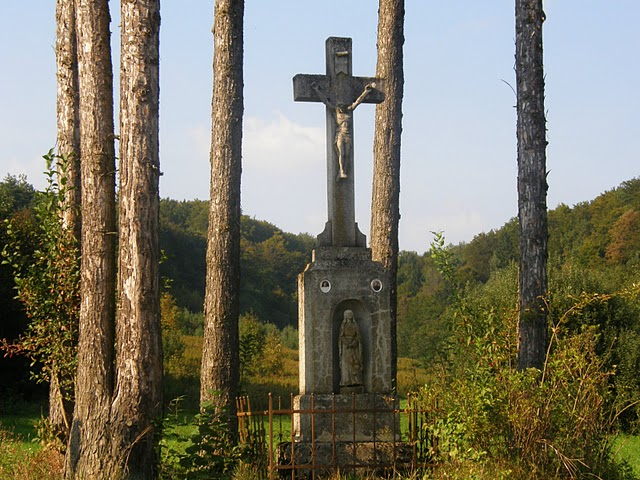
Régi kereszt a Hármashatárhoz vezető úton

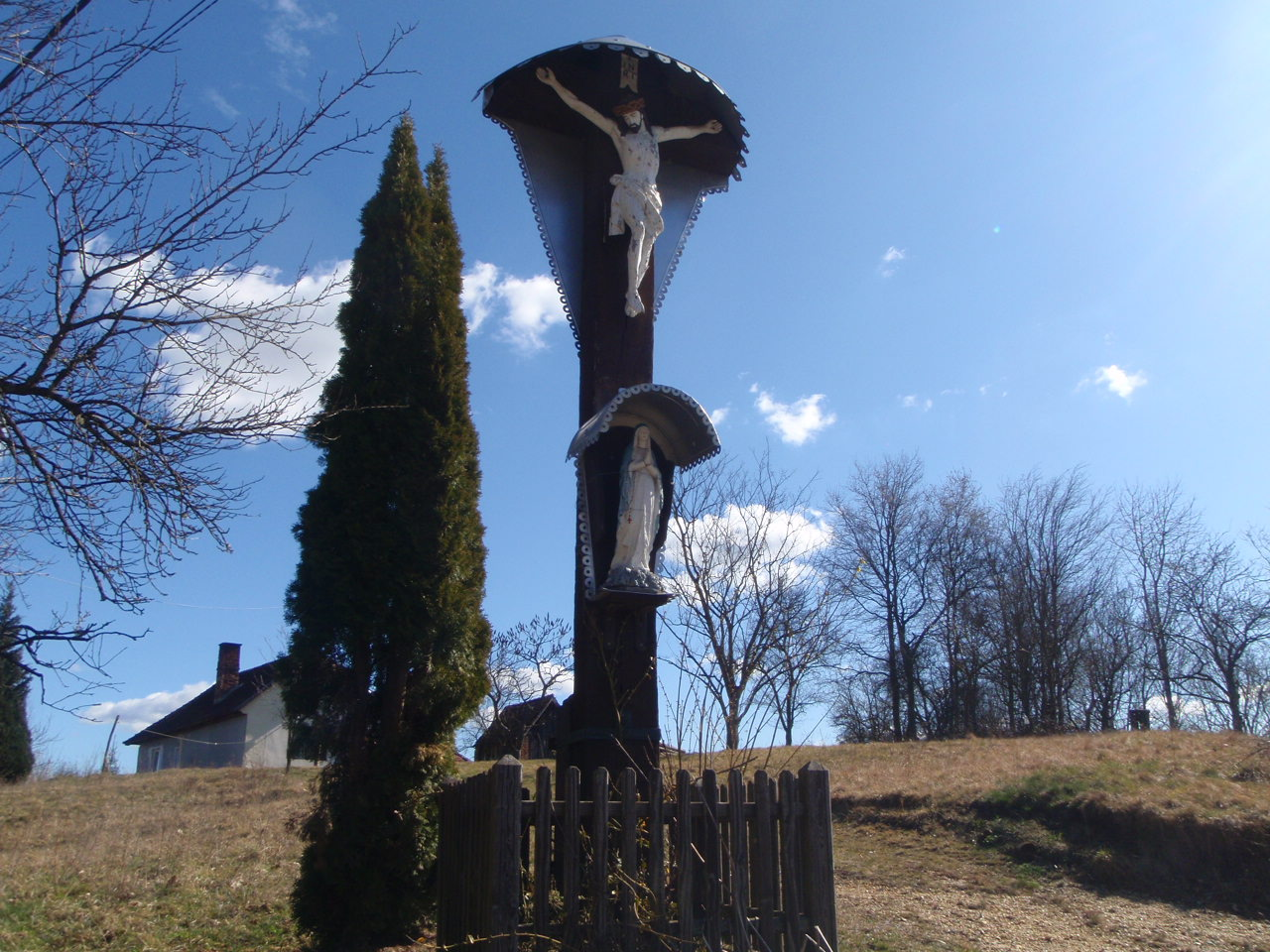
Kereszt a Jánoshegyen

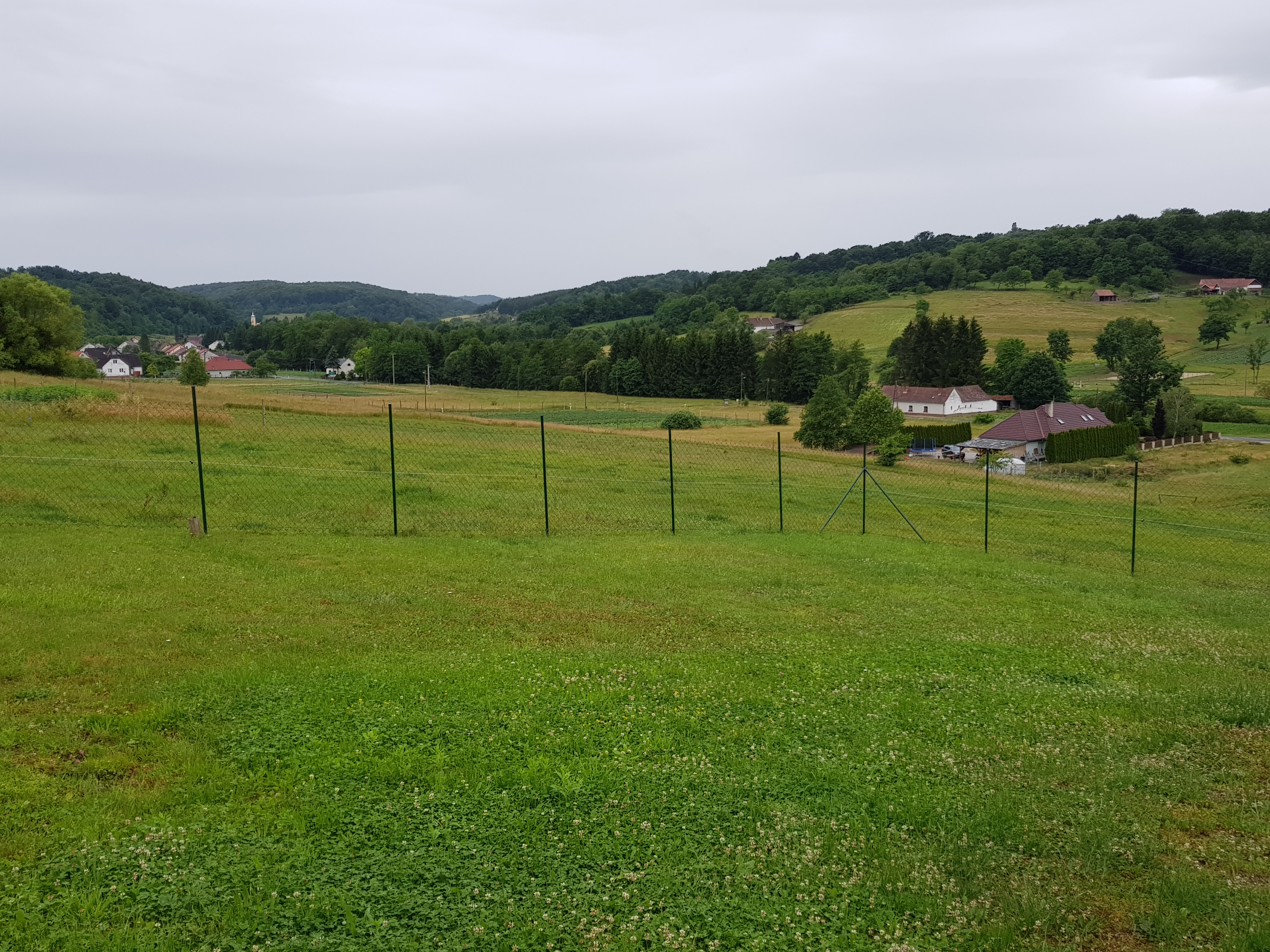
Látkép

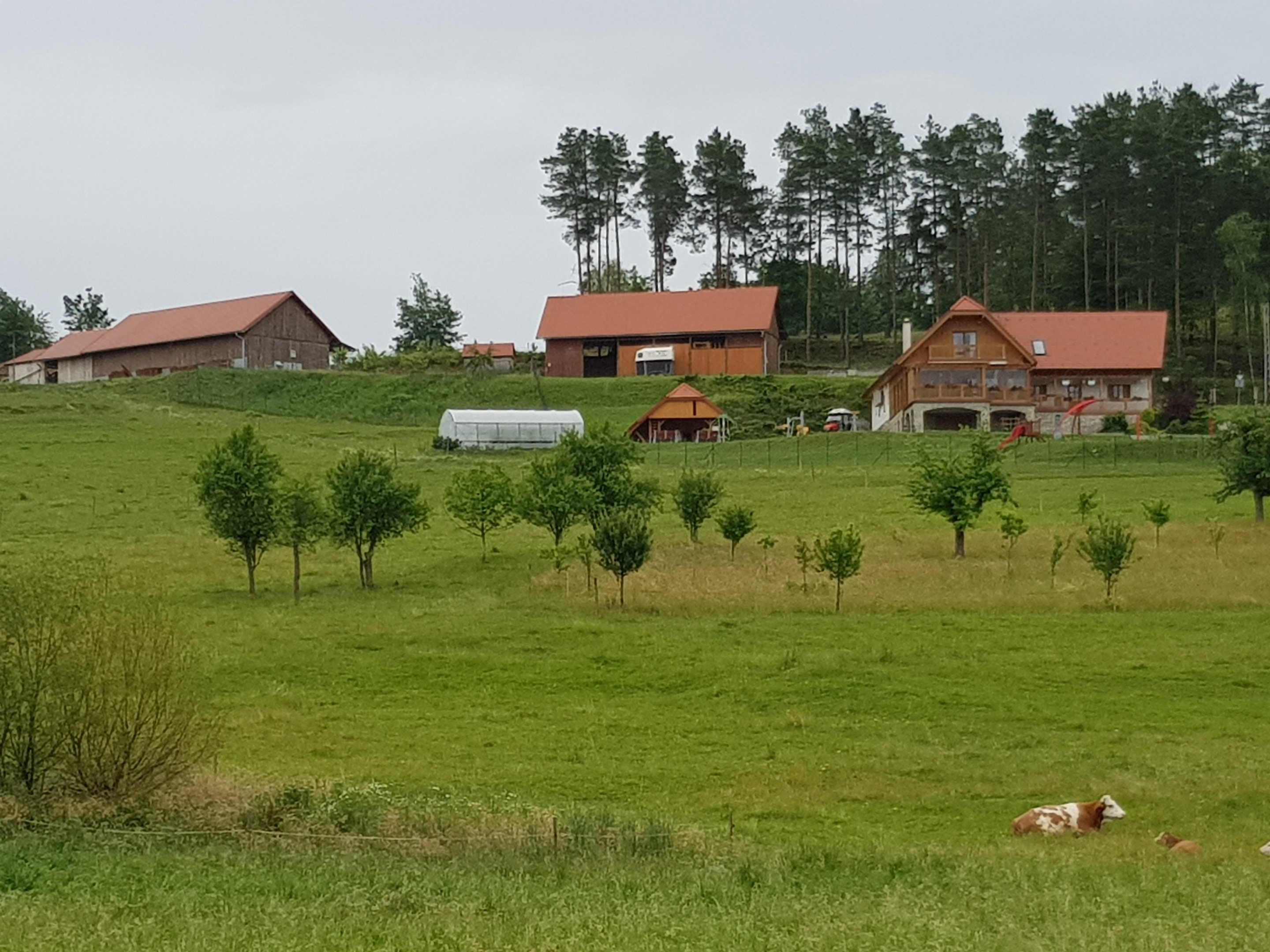
Szlovén Mintagazdaság

Felsőszölnök (szlovénül Gornji Senik, németül Oberzem(m)ing, latinul Zelnuk Superior) község Vas vármegye Szentgotthárdi járásában, az osztrák–szlovén–magyar hármashatár mellett, Magyarország legnyugatibb és az ország legmagasabb irányítószámmal rendelkező települése.
A Szölnök helységnév a szlovénből került a magyarba, jelentése: kaszáló, szénapadlás, szénapajta. A falu korai névváltozatai káposztaföldekre is utalnak (szlovénül: zelnik), így Zelnuk (1387), Zewlnek (1538), Felsőzelnek (1548), feölseo Zelnik (1594).

## Éghajlata
A faluban a pannon és a szubalpin éghajlat együttes hatása érződik. Az évi csapadékmennyiség átlagos középértéke 800 mm.

### Növényvilág
Az erdőkben őshonos a jegenye- és a vörösfenyő. A luc- és erdeifenyő mellett nagy számban található éger, bükk, nyír, tölgy, nyár és akác. A 2000-es évektől az éghajlati változások és az újonnan megjelent fapusztító rovarok miatt a terület fenyőállománya csökkent, a fenyvesek jelentős területen pusztulnak, száradnak.
A szubalpin erdőkben számos ehető gombafaj található, többek közt vargánya, nyulica (rókagomba), őzlábgomba, kék és zöld galambica, különféle tinórúk. Ezeket tojással rántottaként, gombafejnek elkészítve vagy pörköltként fogyasztják. Minden évben jelentős mennyiségű szárított gomba kerül a szölnöki erdőkből a szomszédos Ausztriába.
Az aljnövényzetben sokféle ritka növény él – a fenyérgamandornak (Teucrium scorodnia) például itt van az egyetlen ismert hazai előfordulása. A kaszálás és legeltetés megszűnése miatt, továbbá a beerdősülés nyomán és a turizmus okozta környezetkárosítás eredményeképpen a kaszálórétek egykor rendkívül változatos, vadvirágokban páratlanul gazdag növényvilágából mára nem sok maradt: mindent elborít a csalán, a parlagfű és a kanadai aranyvessző. Agresszívan terjed az akác is, az őshonos fafajok rovására.
Felsőszölnök területe az Őrségi Nemzeti Parkhoz tartozik.

### Állatvilág
A területen nagyszámú vadállomány található, melynek ápolását a Hármashatár Vadásztársaság végzi. Az erdei vadak közül főleg a vaddisznó, az őz és a szarvas jellemző a térség állatvilágára. A korlátozás nélkül mozgó állatok miatt minden évben jelentős a vadkár. Változatos a madárfauna is.
A hosszú évtizedekig hermetikusan elzárt szölnöki völgyek, kaszálórétek rovarvilágát, főleg a lepkefaunát hazánkban szinte páratlan fajgazdagság jellemezte. Ennek mára nyoma sem maradt. A határnyitást követő turistaáradat, az autós-motoros kirándulók megjelenése, a közlekedési és egyéb infrastrukturális „fejlesztések”, a hagyományos gazdálkodási formák eltűnése és a klímaváltozás együttes hatása döbbenetes gyorsasággal semmisítette meg a táj eredeti arculatát és egyedülálló biodiverzitását.
A Szlovén Vidék Közhasznú Nonprofit Kft. által kialakításra került Mintagazdaság a mára „kihalt” szarvasmarhatartást hozza vissza. (A mintagazdaságról további információ a Nonprofit Kft. hivatalos oldalán: www.szlovenvidek.hu.)

## Fekvése
Felsőszölnök Magyarország legnyugatibb települése. Vas vármegyében, az osztrák–szlovén–magyar határ találkozási pontja mellett fekszik, a Vasszentmihálytól idáig húzódó 7454-es út mentén. A magyarországi szlovén közösség legnagyobb falva, lakói 90%-ban vendek (magyarországi szlovének). A legközelebbi város a 14 kilométerre lévő Szentgotthárd.
A falut tíz domb öleli körül, felületüket a pliocén kori Ős-Rába hordalékos, agyagos-kavicsos maradványa borítja. A falu legmagasabb pontja az Ezüst-hegy (404 méter). A Felsőszölnököt határoló dombok: Lujza-hegy (384 méter), Hegyes-hegy (370 méter), Martinjei-hegy (363 méter), Kakasdomb (362 méter), Ónz-hegy (362 méter), János-hegy (353 méter), Török-hegy (343 méter), Északi-hegy (349 méter) és Szabó-hegy (323 méter).
1922-ben a faluközponttól 4 kilométerre, Magyarország, Ausztria és a Szerb–Horvát–Szlovén Királyság határainak találkozási pontján obeliszket emeltek (Hármashatárkő).
A falut a Szölnök-patak szeli át, mely a Hármashatár közelében, a Szlovéniához csatolt Türke (Trdkova) alatt ered.
Testvérközségek:
- Kuzma (Szlovénia)
- Rábaszentmárton (Sankt Martin an der Raab, Ausztria)

### Falurészek
Felsőszölnök területe egymástól jól elkülönülő részekre tagolódik: Vés (Belső-falu), Divícin járek (Divícs-árok), Ónzin vrh (Ónz-hegy), Krajcarin járek (Krajcár-árok), Kamen (Köves), Mála polauva (Kis-polauva), Ladina (Ugar), Bóslin ograd (Bószli-gyümölcsös), Kálan dau (Kála-völgy), Veuka polauva (Nagy-polauva), Dúgoznauš (Dugosz-erdő), Brezdin, Čerklen, Raven (Síkság), Divočin járek (Iker-árok – a Hármashatár alatti erdőtömb), Seteči járek (Szetecs-árok), Jakobi járek (Jakab-árok), Kovački járek (Kovács-árok), Míklin dau (Míklin-völgy), Stara bükonja (Régi-bükkös), Kareči járek (Karecs-árok), Grópčica (Sírocska), Gubin dau (Gubin-völgy), Djéčkin dau (Gyécsek-völgy), Trajbarin dau (Trajbár-völgy), Šlósarin járek (Lakatos-árok), Črna bükonja (Fekete-bükkös), Stári gaj (Régi fasor), Grózna grábe (Rettenetes-szakadék), Dravczin járek (Drávec-árok), Žlebé (Csatornák), Krátka (Rövid). További területnevek: Türke-völgy, Szerelem-völgy, Halál-völgy, Ampa (Hampó-völgy), Lujza-hegy, Ezüsthegy, Gyurik álma, Stell, Zseleboj.

### Új utcanevek
2005 szeptemberétől Felsőszölnökön több utcanevet hoztak létre, korábban ugyanis az összes házszám a Fő utca alatt szerepelt. Hazánkban egyedülálló volt ez az adminisztratív lépés, hiszen a falu összes lakója egyszerre kapott (változtatott) lakcímet. A létrejövő 11 új utcanév meghatározásakor helyi nevezetességeket vettek figyelembe.

### Határátkelő
A trianoni békeszerződés életbelépéséig a Vendvidék és Muravidék területileg összetartozott. 1919 után Muravidék a Szerb–Horvát–Szlovén Királysághoz (a későbbi Jugoszláviához) került, és az újonnan kialakuló országhatárok a 90-es évek elejéig elvágták egymástól a két tájegység lakosságát. Magyarországon és Szlovéniában is megfogalmazódott az igény, hogy az elválasztott tájegységeket a könnyebb megközelíthetőség biztosításával újra össze kell kapcsolni.
1992-ben nyitották meg Felsőszölnök és Magasfok (Szentmártonka, Martinje) között a határátkelőt, melyet Göncz Árpád avatott fel. A határátkelés előbb csak Szlovénia és Magyarország állampolgárai számára volt lehetséges, de 2004-től nemzetközivé tették. Az átkelőn csak személygépkocsival és busszal lehetett áthaladni, a teherforgalmat tiltották.
2007. december 21-én, a schengeni egyezmény nyomán Felsőszölnök–Martinje között is teljesen szabaddá vált a határátkelés (az átkelő addigi napi forgalma kb. 50 fő volt). A határhoz vezető út 1,2 kilométeres szakaszát 2002-ben 120 millió forintból újították fel; ekkor az aszfaltburkolat mellett kiépítették a hegyről lezúduló csapadékot elvezető csatornát is.

### Tanya
A falu Szentgotthárd felőli közigazgatási határán túl lévő 15 épületből álló házcsoportot nevezik Tanyának. A terület ma közigazgatásilag Alsószölnökhöz tartozik, bár ennek legutolsó házától 3–4 kilométerre helyezkedik el. Lakói Felsőszölnökről származnak, s mivel a „Tanya” településrész történelmileg Felsőszölnök meghosszabbítása, lakói hagyományosan itt élik hétköznapi, kulturális és spirituális életüket (pl. temetkezés, házasodás).

## Története
Első írásos említése 1378-ból való, Alsószölnökkel együtt (Zelnuk Superior et Inferior). Akkor a dobrai várhoz tartozott. A XVI. századtól a Batthyány család birtoka volt. A törökök a falut is elérték és a férfilakosság jelentős részét elhurcolták.
A falu melletti község, Ivánfalva (Iwanfalua) beolvadt Felsőszölnökbe; helyét és emlékét a Jánoshegy nevű településrész őrzi.
A 16. század végétől a falu urai révén vette fel az ágostai evangélikus vallást, és azt 1717-ig meg is tartotta. A község megmaradt katolikusai kisebb konfliktusok árán még gyakorolhatták hitüket, de egy részük Somogyba vándorolt, sok más szlovénnel együtt.
1640-ben a falu utolsónak hódolt be a töröknek, hogy elkerülje a pusztítást. A török már előtte sarcolta Istvánfalva, Börgölin (1622), Orfalu (1625), Permise és Ritkarócz (1632) szlovén anyanyelvű falvakat.
1664 augusztusában a szentgotthárdi csata előtt a tatárok felégették, sok más Rába menti faluval együtt. A lakosság előlük Stájerországba menekült, de a csaták elmúltával hazatért, s felépítette a falut üszkös romjaiból.
Az 1720. évi országos összeírás a falut Főlső Szőlnek néven a lékai uradalomhoz sorolta, és megemlítette az adózók névsorát is. Ők Georgius Ambrosics, Thomas Semenyk, Georgius Guba, Johannes Szervecz, Johannes Pincze, Johannes Hambo, Thomas Czűg, Johannes Medvedovots, Michael Ruszith, Stephanus Fincze, Stephanus Hambo, Blasius Czűg, Michael Mlinar, Johannes Mlinar, Stephanus Lesky, Petrus Hansek, Stephanus Bajzék, Adamus Szulyics, Blasius Mlinar, Stephanus Krajczár, Martinus Pinter, Stephanus Lazár, Blasius Gyecsek, Stephanus Macsek, Georgius Sunyics, Johannes Sunyics ifj., Joannes Sunyith, Stephanus Krajczár ifj., Thomas Sunyics, Sebastianus Frajbar és Michael Sunyith voltak. Az összeírás megemlít még egy extraneust (olyan személyt, aki máshol lakik, mint ahol a birtoka van) is, Johannes Goszton néven.
1750 és 1800 között egy kutatás szerint a felsőszölnökiek között a leggyakoribb női keresztnév a Margit volt (86 fő), ezt követte az Apollónia (39 fő) és a Marianna (33 fő). A leggyakoribb férfikeresztnév ebben az időszakban a Balázs volt (47 fő), ezt követte a Mátyás (41 fő) és az Ádám (10 fő).
A falu Alsószölnökkel a dobrai uradalom részét alkotta, s ezért a XIX. században más környékbeli falvaktól eltérően a Tótsági járásban feküdt.
Felsőszölnök az 1900-as évek elején körjegyzőségként működött, melyhez Kerkafő, Magasfok, Marokrét, Ritkaháza és Szentmátyás községek tartoztak.
A II. világháború után a falu a határsávba került. A 40-es évek végén a helyi lakosság spontán akció keretében megpróbálta elérni, hogy a falut és környékét Jugoszláviához csatolják, de törekvésük kudarcba fulladt, és a retorzió sem maradt el: a falut a Rákosi-rendszer teljesen elszigetelte, a módosabb parasztgazdákat pedig kitelepítették a Hortobágyra, mint kulákokat; közülük a legtöbben nem is tértek vissza szülőfalujukba. A község és környékének megközelítése a rendszerváltásig kizárólag határsávengedéllyel volt lehetséges, de ilyet a 80-as évekig csak nagyon indokolt esetben adtak ki. A műszaki határzárat (nyomsáv, aknák) a 70-es évek végén leszerelték, helyébe rakétás jelzőrendszert működtető „botlódrótokat” telepítettek. A határvédelmi infrastruktúra maradékát (őrtornyok stb.) a 90-es évek elején felszámolták, de a szölnöki erdőkben néhol még mindig láthatók a vasfüggöny szögesdrótjának rozsdás maradványai.

### Demográfia
Felsőszölnök demográfiai adatai részletesen a Felsőszölnök népessége szócikkben
A település népességének változása:
| Lakosok száma | 584  | 569  | 584  | 572  | 577  | 581  | 543  | 528  | 524  |
|               | 2013 | 2014 | 2015 | 2018 | 2019 | 2021 | 2022 | 2023 | 2024 |

A 2011-es népszámlálás során a lakosok 82,5%-a magyarnak, 72,9% szlovénnek, 2,6% németnek, 0,2% cigánynak, 0,2% szlováknak mondta magát (9,3% nem nyilatkozott; a kettős identitások miatt a végösszeg nagyobb lehet 100%-nál). A vallási megoszlás a következő volt: római katolikus 84,6%, izraelita 0,2%, felekezet nélküli 1,4% (13,5% nem nyilatkozott).
2022-ben a lakosság 90,6%-a vallotta magát magyarnak, 61,7% szlovénnek, 3,9% németnek, 0,2% lengyelnek, 2,2% egyéb, nem hazai nemzetiségűnek (7,2% nem nyilatkozott; a kettős identitások miatt a végösszeg nagyobb lehet 100%-nál). Vallásuk szerint 72,6% volt római katolikus, 1,8% református, 0,4% evangélikus, 0,6% egyéb keresztény, 0,9% egyéb katolikus, 2,6% felekezeten kívüli (20,8% nem válaszolt).

## Közélete

### Tanácselnökök 1950-1990 között
- 1950: Bajzek Kálmán[12][13]
- 1970: Hanzsek Alajos[14]
- 1973-1987: Treiber Ödön[15][16][17]
- 1988–1990: Ropos Márton

### Polgármesterek 1990 óta
- 1990–1994: Ropos Márton (független)[18][19]
- 1994–1998: Ropos Márton (független)[20]
- 1998–2002: Ropos Márton (független)[21]
- 2002–2006: Ropós Márton (független szlovén kisebbségi)[22]
- 2006–2010: Ropos Gábor (független)[23]
- 2010–2014: Ropos Gábor (független)[24]
- 2014–2019: Ropos Gábor (független)[25]
- 2019–2024: Ropos Gábor (független)[26]
- 2024– : Andrejek Szabolcs (független)[1]

## Hitélet

### Középkor
Felsőszölnökön már 1540-ben létezett evangélikus gyülekezet. Az 1620-as években a terület Poppel Lászlóné Salm Margit birtoka volt, az egyházi teendőket egy Vitus nevű prédikátor látta el.
Az 1628-as csepregi zsinaton Medvedovics Mihály lelkész képviselte a falut, majd 1646–51 között Donkóczi Miklós.
1627-ben a gyülekezet Szölnök, Martinya (Magasfok, ma: Martinje, Szlovénia) és Türke (ma: Trdkova, Szlovénia) falvakból állt. A parókiához 5 zsellér is tartozott, akik minden héten igavonó állatokkal fél nap, míg azok nélkül 1–1 nap robotot szolgáltak a lelkész földjén, rétjén, szőlejében. A templom vagyonához tartozott egy ezüstkehely, illetve kisebb pénzösszeg, melyért a helyi céhmester felelt.
1690 körül a falu lakossága rekatolizált, 1698-ban készült el a Keresztelő Szent János templom. Ekkoriban a falu a környező szlovén települések egyházi központjaként működött, hat filiával rendelkezett. Az apátistvánfalvai plébánia 1786-os megalakulását követően a falu plébániájából kiszakad Ritkaháza és Permise, és az új plébániához lett csatolva. Eddig az évig Felsőszölnökön keresztelték meg a környék 6 szlovén nyelvű településének, Türke és Martinya (ma Magasfok), Markóc (ma Marokrét), Ritkaróc és Permise (ma Kétvölgy) és Csöpinc (ma Kerkafő) újszülöttjeit is, emellett Permise és Ritkaróc kivételével ide is temetkeztek.
 További információ a felsőszölnöki templomról a Felsőszölnöki Keresztelő Szent János templom szócikkben

### Temető
A szölnöki temető a templom mellett terült el, majd áthelyezték a Fő út melletti domboldalra. A sírok kelet–nyugati tájolásúak, mert a néphit szerint így az elhunytak arcába süt a nap.
Régen a legtöbb síron csak fű nőtt, legföljebb puszpángot vagy rózsabokrot ültettek rá.
A régibb sírkövek feliratai még vend nyelvjárásban íródtak, de van néhány német feliratú is. A temetőben nyugszik többek között Kossics József, Kühár János és Kodela Péter plébános.
A temetőt 2006-ban felújították, fedett teret építve a ravatalozó elé és lefedve a már régebb óta nem használt kutat is.

### Keresztek
Felsőszölnökön a Vendvidékhez hasonlóan számos keresztet állítottak a helyi családok, ezeket a mai napig rendszeresen karban tartják. A keresztek kőből vagy fából készültek, a megfeszített Jézust ábrázolják, a legtöbbször egy Szűz Mária szobor társaságában.
A keresztek listája:
- Gyürén-kereszt, Jánoshegy
- Markén-kereszt, a Jánoshegyi-kilátó szomszédságában
- Zsmitén-kereszt, a Hampó-völgyben
- Csárdásin-kereszt, a faluközpontban
- ismeretlen nevű fakereszt a ravatalozóhoz vezető út mellett
- Lázár-kereszt, a Békaváros nevű falurészben

## Közlekedés
1941–45 között buszjárat közlekedett a falun keresztül Szentgotthárd és a szlovéniai Muraszombat között. Rendszeres autóbusz-viszonylat a falu és Szentgotthárd között az 50-es években indult meg; a vonalon először ún. fakaruszokat (fa karosszériájú és ülésű Ikarus-buszokat) közlekedtettek, majd a 60-as évek iparfejlesztése nyomán bevezették a munkásokat városba hordó munkás- és tanulójáratokat. A többi utas számára heti 3 alkalommal közlekedett buszjárat. A munkásjáratok a 90-es évek elején, a szentgotthárdi ipar leépítésekor szűntek meg.
Napjainkban napi többszöri buszjárattal lehet elérni a falut Szentgotthárd felől, illetve a Szentgotthárd–Muraszombat nemzetközi vonalon. Közúton Szentgotthárd és – újabban – Kétvölgy irányából, illetve a (volt) határátkelőn keresztül Szlovénia felől lehet megközelíteni. A legközelebbi magyarországi vasúti csatlakozási lehetőség a mintegy 15 kilométerre lévő Szentgotthárd vasútállomás, de Gyanafalva (Jennersdorf) vasútállomása is elég közel van, a Szombathely–Körmend–Graz vasútvonalon (közúton 13, légvonalban, illetve gyalog körülbelül 8 kilométerre). A falu több turistaútvonalon is elérhető (Kétvölgy, illetve Apátistvánfalva felől).
2014. január 10-én átadták a Felsőszölnököt Kétvölggyel összekötő új utat, melynek alapkövét még 2007-ben tették le. A 300 millió forintból megvalósult út a két zsáktelepülés közötti közúti távolságot jelentősen lerövidítette. A tervek szerint 2008 végére készült volna el, de építése hosszan elhúzódott (ennek okairól ld. a Felsőszölnöki miseút szócikkét).

## Nevezetességei, látnivalók
- a felsőszölnöki hármashatár (hármashatárkő, hármashatárpont)
- XIX. századi vízimalom és olajütő
- II. világháborús emlékmű
- katolikus templom, szlovén nyelvű freskókkal és rózsaablakokkal
- Götz-major
- régi paplak (állandó kiállítás, szálló)
- Mintagazdaság
- Gyümölcsfeldolgozó Almalak

### Hármashatárkő
A Hármashatáron (szlovénül: Tromejnik, németül: Dreiländerecke) elhelyezett obeliszk a szölnöki Hampó- és Türke-völgyek közötti erdős hegy csúcsán, Magyarország, Szlovénia és Ausztria találkozási pontján áll. Az oszlop Tóka (Tauka), Türke (Trdkova) és Felsőszölnök falvak határait is jelzi, egyben Magyarország legnyugatibb pontja.
 A hármashatárról és a Hármashatárkőről részletesebben a A felsőszölnöki hármashatár szócikkben

## Közintézményei
- Polgármesteri hivatal
- Óvoda
- Önkormányzati konyha és ebédlő

### Posta
A felsőszölnöki postáról már az 1881-es Postai rendeletek Tára című kiadvány is említést tesz, amikor az intézmény forgalomkörében említi Borecsa, Csöpincz, Felsőszölnök, Gyanafalva, Martinya, Matyasócz, Neradnócz, Ritkarócz és Türke községeket. A helyi posta és a szentgotthárdi postahivatal között 1908-as adatok szerint napi egyszer postajárat közlekedett.

### Kossics József Kétnyelvű Általános Iskola
Az iskola épülete a szlovén nemzetiségi nyelvoktatás egyik alappillére. 1925-ben épült, 1975-ben és 1985-ben bővítették, majd 2006-ban felújították.
 Az iskoláról részletesebben a Kossics József Kétnyelvű Általános Iskola szócikkben

### Tanyagondnoki szolgálat
A településen 2000-ben indult meg a falugondnoki szolgálat, melynek ellátására az önkormányzat gépkocsivezetőjét képezték át állami támogatással. A falugondnok feladata a község külterületein (hegytetőkön, eldugott erdős területeken) élő idősek és rászorulók támogatása, beleértve a heti többszöri bevásárlást, az orvosi ellátás biztosítását, a falu lelkészének bizonyos időközönként (pl. főbb ünnepekkor) történő eljuttatását a szentségek biztosítása végett.
A falugondnoki szolgálatot jogszabályi változások miatt tanyagondnoki szolgálattá minősítették át, egyrészt a kisszámú lakosság, másrészt a külterületek nagysága okán. A tanyagondnok közvetlen felettese, a falu polgármestere felé, illetve az EU-s és hazai források felhasználása miatt a kormányzat felé is rendszeres beszámolókat, kimutatásokat készít, részletes naplózást vezet.

## Kultúra
Felsőszölnök hagyományőrző ünnepségeiről és népszokásairól a Hagyományőrző ünnepségek és szokások Felsőszölnökön szócikkben
A falu a magyarországi vend etnikum fő kulturális központja, ahol szlovén kisebbségi tánckar és énekkar is működik, melyek számos hazai, szlovén és osztrák fellépésen jelennek meg, hagyományos vendvidéki népdalokkal, táncokkal.

### Bábcsoport
A felsőszölnöki bábcsoport a 80-as években alakult, tagjai főleg a helyi iskolások közül kerülnek ki. A csoport irányítója, dramaturgja és a bábok készítője Milivoj Miki Rož. A bábjátékok szlovénül (rendszerint vend nyelvjárásban) játszódnak. A csoport állandó fellépője a kistérségi szlovén ill. össz-szlovéniai fesztiváloknak.

### Néptánccsoport
A Felsőszölnöki Szlovén Néptánccsoport 1985-ben alakult. Repertoárjában vendvidéki, szlovéniai néptáncok szerepelnek. A Magyarországi Szlovének Szövetsége keretében működik, vezetője Szukics András. A táncosok hagyományőrző öltözetben lépnek fel, s a csoport indulása óta felnövő két generáció együtt szerepel az első fellépőkkel. A muzsikát a helyi zenészek (jellemzően harmonikások) szolgáltatják.
Az általános iskolában néptáncszakkör is működik, melynek tagjai a szlovén nyelvű rendezvényeken és a szomszédos falunapokon is fellépnek.

### Vegyeskar
A Pável Ágoston szlovén polihisztor nevét viselő vegyeskar elődjét Csabai András alapította 1938-ban. Az akkori egyházi énekkar az 50-es években nőtte ki magát, ekkor már nem egyházi jellegű egyesületté.
Első karvezetője Boros Anna volt, aki 1953–57 között vezette a kórust. Ezután 12 évig Vass József pedagógus állt az élén, aki férfiakat is a karba hívott. Az egyesület 1966-ban felléphetett Pável Ágoston szülőfalujában, a Szlovéniához csatolt Vashidegkúton is. 1971-ben a kar Csabai András vezetésével megjelent a szlovéniai Šentvidben.
A vezetést 1985-ben Variné Trifusz Mária ének-zene szakos tanár vette át, aki szakmai szempontjai alapján fejlesztette tovább a kórus munkáját. Az énekkar egyházi énekeket vett fel ismét a repertoárjába, melyekkel karácsonyi hangversenyeken léptek fel, majd a mise liturgiájának elsajátítása után a vegyeskar rendszeresen szerepelt egyházi rendezvényeken. 1985–98 között a Pável Ágoston vegyeskar 141-szer szerepelt hazánkban, Szlovéniában, Ausztriában és Olaszországban.
A kórus rendszeres résztvevője a Rába-vidéki Napoknak, a šentvidi Éneklő Tábornak, a rába-vidéki falunapoknak és egyéb rendezvényeknek. Szereplője az „A dal nem ismer határokat” c. nemzetközi rendezvénynek.
Első hanghordozójukat a Magyarországi Szlovének Szövetsége adta ki. Ezen a kazettán Korpics László zenekarával szerepel a vegyeskar, Mi, Slovenci (Mi, szlovének) címmel. Jubileumukon újabb kazettával jelentkeztek, melyen egyházi énekek szerepelnek. Az Országos Szlovén Önkormányzat támogatásával 2002-ben jelent meg az énekkar első CD-je, Slovenec sem címmel.
A Pável Ágoston Vegyeskar egyetlen közösségi díjazottként, 2005. december 18-án Pro cultura minoritatum Hungariensis („A magyarországi kisebbségek kultúrájáért”) díjat kapott a hazai szlovén nemzeti kisebbség anyanyelvi, kulturális hagyományainak megtartása és továbbörökítése érdekében végzett kimagasló szakmai munkájáért.

### Hagyományőrző népdalkör
2000-ben alakult meg a Vegyeskar 7 tagjának részvételével. A népdalkör repertoárjának legrégebbi népdalaiból a szlovéniai Muravidéki Múzeum CD-t és kazettát adott ki.
Gáspár Lászlóné, a kör vezetője 2007. december 16.|december 16-án Vas megye Önkormányzata Szolgálatáért Kisebbségekért Tagozata elismerésben részesült.

## Sportélete

### Ezüst-hegy Sportegyesület
A falu önszerveződő sportegyesülete. Aktív szerepet vállal a falun belüli és a községek közötti sportesemények szervezésében, lebonyolításában, továbbá részt vállal a helyi szlovén kisebbségi önkormányzat által szervezett kulturális programokban. A tagok részt vesznek a nagyszombatkor felállított karbid-ágyúk kezelésében, december 6-án pedig Mikulás- és krampusz-jelmezbe öltözve felkeresik a faluban lakó gyermekeket.

## Egyéb egyesületek

### Önkéntes Tűzoltó Egyesület
Az egyesület kb. 30 taggal működik, elnöke Ropos Márton, korábbi polgármester. Az önkéntes tűzoltók szoros kapcsolatokat ápolnak a környező szlovéniai települések tűzőrségeivel, valamint az ausztriai és horvátországi egységekkel is.

## Szokások

### Szülés
1954 előtt az asszonyok otthon szültek, kórházba csak császármetszés miatt kerültek. A szülési fájdalmak megindulásakor a férj vagy a legidősebb gyerek szaladt a bábáért, akit sikeres szülés után a keresztanya megvendégelt a falu kocsmájában. A halva született gyermeket a bába és a nagyanya az asztal alatt dobálta egymásnak, hogy életre keljen.

### Halálozás
Részletesen a Halálozással kapcsolatos szokások Felsőszölnökön szócikkben

### Házasság
„1910 előtt szerdán vagy csütörtökön volt az esküvő, szombaton nem. Az esküvő mindig korán reggel volt. Pénteken, szombaton és vasárnap nem volt szabad lakodalmat tartani, csak munkanapon. A második világháború után is így volt. Én is akkor házasodtam, reggel fél 8-kor. 1960 óta szombaton vagy vasárnap tartják az esküvőt.” 

## Mezőgazdaság
A környéken található földbirtokok generációk során elaprózódtak. A viszonylag kevés rendelkezésre álló megművelhető terület nem tudta eltartani az egyre növekvő lakosságot. Nyaranta a férfiak bérmunkát vállaltak a Dunántúlon, amiért természetbeli járandóságot kaptak. Asszonyokat is alkalmaztak a gazdaságokban, főleg könnyebb munkákra. A vendeket szívesen szerződtették, mert híresek voltak munkabírásukról.
A 70-es évektől számos fiatal dolgozott a Győr-Sopron megyei gazdaságokban, téeszekben, főleg a cukorrépa-termesztésben. Számos fiatal le is telepedett munkahelye környékén, így alakult ki a magyarországi vendek egyik jelentős központja Mosonmagyaróvár környékén.
Felsőszölnök háztáji gazdaságaiban szinte mindenütt ott voltak a nemesített gyümölcsfák, melyek azonban mára gondozás híján elkorcsosultak. A 90-es évek végén egy felsőszölnöki gazda szlovén segítséggel almást telepített, melyhez helyi konyhájának kazánházában aszalóberendezést is üzembe helyeztek.
A környék rossz talaján csak kevés haszonnövény termeszthető, az is gyenge eredménnyel: búza, árpa, kukorica, hajdina (már csak elvétve), burgonya, tök, valamint néhány állati takarmány: kerékrépa, pirosrépa stb. A tök magvából ma is ütnek olajat, saláták és egyéb ételek (pl. kocsonya) ízesítésére, valamint gyógyászati célokra. Hazánkban a tökmagolaj ilyen célú alkalmazása e vidéken kívül szinte ismeretlen.
 További információ a táplálkozási szokásokról a A Vendvidék népi táplálkozása szócikkben
A 90-es évek végétől fogva általánossá vált a korábban művelés vagy rendszeres kaszálás alá vont területek felhagyása. A falu fokozatos elöregedése és a fiatalok elvándorlása miatt a helyi földművelés hanyatlásnak indult. A parlagon maradt területek, rétek, völgyek elvadulnak, beerdősülnek. Több helyütt fenyőcsemeték ültetésére kerül sor.
A helyi gazdák régebbi fajta, főleg MTZ gyártmányú traktorokat vásárolnak, míg az aratást egy-két nagygazda végzi bérmunkában.

## Műszaki berendezések
A falu területén és környékén több műszaki berendezés, állomás is helyet kapott. A fontosabbak:
- Vasívíz ZRt. műszaki figyelőtornya (a helységnévtábla mellett, a falu Szentgotthárd felőli végén) és szivattyúháza (a János-hegy oldalában);
- Antenna Hungária Zrt. tévétornya (a Kakas-domb tetején);
- Telekom és Yettel erősítő- és átjátszótornya – innen sugároz a szentgotthárdi Szlovén Rádió is, a 97.7 MHz-es frekvencián (a tévétorony oldalán).

## Infrastruktúra
- teljes körű elektromos és ivóvízhálózat
- gáz: csak tartályos telepítéssel – gázvezeték nincs
- csatornázás: pályázati forrásra vár[37]
- mobiltelefónia: T-Mobile, Telenor, Vodafone (magyar), A1, Orange, T-Mobile (osztrák), VIP (horvát), Mobitel (szlovén)
- kábeltelevízió: csak a falu völgyi részén van teljesen kiépítve, üzemeltetője az Infrasat Kft.
- világháló: vezetékes internet elérhető; mobilinternet: maximum 4G
- szemétszállítás: kommunális hetente, szelektív havonta
- lomtalanítás: időszakosan

### Ivóvízhálózat bővítése
2006 őszétől az EU támogatásával Jánoshegy és Kakasdomb községrészeken kiépítették a vezetékes ivóvízhálózatot. Az itt élők állandó problémája volt a vízhiány, mivel az addig használt fúrt kutak aszályos nyarakon nem tudták biztosítani a megfelelő mennyiségű és minőségű ivóvizet.

### Villamosenergia-korszerűsítés
2004 és 2007 között során az áramszolgáltató lecserélte a Felsőszölnök–Kétvölgy közötti elektromos vezetékeket, mert a tájegységre jellemző viharos széllökésektől kidőlt fák és a ráfagyott hó súlya alatt leszakadó kábelek miatt gyakori volt az áramszünet. A nálunk újnak számító technológia részeként az áramszolgáltató azt a Skandináviában kifejlesztett univerzális kábelt használta a cseréhez, melynek húzószilárd-műanyag hüvelye ellenáll a szélnek és a rádőlő fák súlyának.
A vezeték nyomvonalát az áramszolgáltató a Nemzeti Park szakértőivel közösen jelölte ki, a településeken belül földbe süllyesztve, míg a külterületen légvezetékek útján, a természetes környezet megbolygatása nélkül.

## Érdekességek
- Felsőszölnök és Garbolc – Magyarország legnyugatibb ill. legkeletibb pontjai – között 7°-nyi az eltérés, a Nap tehát Garbolcon 27 perccel korábban kel és nyugszik, mint Felsőszölnökön. A két település közötti távolság légvonalban 525 km.[40]
- Az EP döntése alapján túrautat létesítenek az egykori szovjet érdekszférába tartozó keleti blokk és Nyugat-Európa határának nyomvonalán. A hazai munkálatokat a Fertő-tó és Felsőszölnök között kezdik meg, melynek során zöld turistajelzést festenek fel és útjelző táblákat helyeznek ki.[41]
- Felsőszölnökön van az Országos Szlovén Kisebbségi Önkormányzat központja (Budapesten csak képviseletet tart fenn).
- Felsőszölnökön jelenleg 291 ház található.[42]
- A falu EOV koordinátái: 430080, 174423.[42]

## Híres emberek
- Hánsék Imre, a Tótság esperese
- Horváth András költő
- Kossics József plebános, reformkori etnográfus, író, költő, történész
- Pintér István költő
- Persa Iván író
- Gáspár Alajos író
- Kühár János író és nyelvápoló
- Mukics Ferenc és Mukicsné Kozár Mária történész-, újságíró- és íróházaspár

## Irodalmi hivatkozások
- Kozár Mária: Felsőszölnök, 2000 (Száz magyar falu könyvesháza sorozat); ISBN 9639287202; ISSN 1586-0469
- Kozár Mária: Etnološki slovar Slovencev a Madžarskem (A magyarországi szlovének néprajzi szótára); Zveza Slovencev Na Madžarskem (Magyarországi Szlovének Szövetsége), Szentgotthárd; Savaria Múzeum, Szombathely; 1996; ISBN 9637206620